# Chrysantentroon

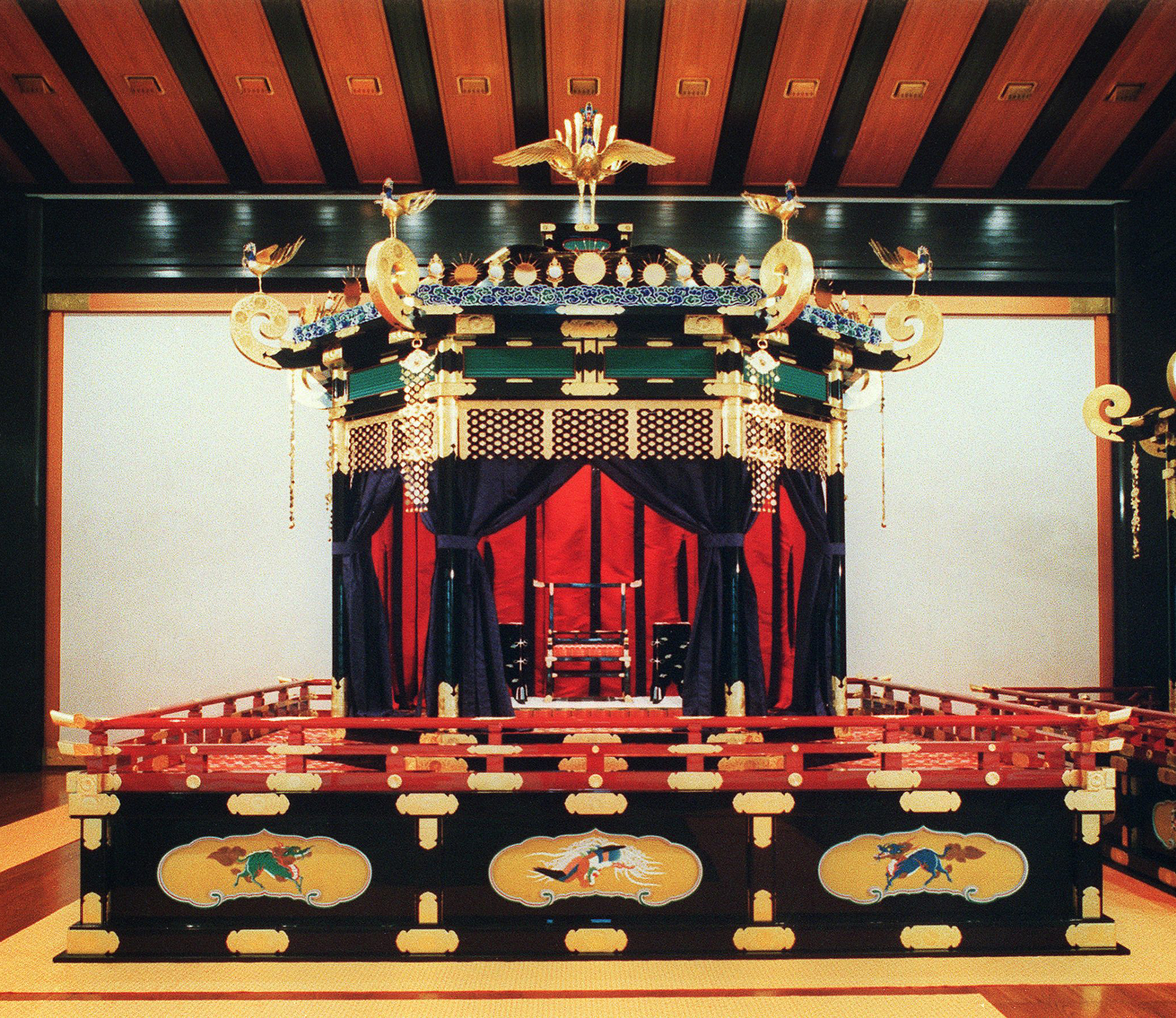
De chrysantentroon

De chrysantentroon is de troon van de keizer van Japan. Het woord wordt ook als metoniem gebruikt om de Japanse keizer of de Japanse keizerlijke familie te benoemen.